# Lois Duncan
Lois Arquette, född Lois Duncan Steinmetz 28 april 1934 i Philadelphia i Pennsylvania, död 15 juni 2016 i Sarasota i Florida, var en amerikansk författare. Hon var känd som Lois Duncan, framför allt för sina kriminalromaner, barn- och ungdomsböcker.

## Biografi
Duncan föddes i Philadelphia men växte upp i Sarasota i Florida, där hon också studerade. Hon gifte sig, fick tre barn och skilde sig innan hon fyllt trettio år. Med barnen flyttade hon till Albuquerque.
Lois Duncan debuterade 1957 som författare med ungdomskärleksromanen Love Song for Joyce, men hade redan från början av 1950-talet börjat skriva artiklar för pulp fiction-tidningar. Hon flyttade till New Mexico och gifte sig med elektronikingenjören Don Arquette. Tillsammans fick de två barn.

## Författarskap
Lois Duncan riktade snart in sig på att skriva för ungdomar. Eftersom hon inte ville skriva böcker om sex och våld för ungdomar skrev hon istället om okända faror, något som snart inspirerade flera att skriva böcker i det som skulle komma att bli en hel genre, spänning för unga vuxna. Hon skrev ungefär en thriller om året, fram till dess att hennes dotter Kaitlyn mördades 1989. Därefter kunde hon inte förmå sig att försätta sina rollfigurer i livshotande situationer igen. 1992 skrev hon en bok om det verkliga mordet på sin egen dotter, Vem mördade min dotter? (originaltitel Who killed my daughter?). Mordet förblev olöst och Duncan försökte desperat med spådamer för att få fler spår, något som hon också skrev en bok om, Psychic Connections (1995).
Flera av hennes böcker har blivit filmatiserade, bland andra Jag vet vad du gjorde förra sommaren och uppföljaren, samt Killing Mrs Tingle (baserad på Killing Mr Griffin). 

### Antologier
- Night Terrors (1996)
- Trapped! (1998)
- On the Edge (2000)

### Självbiografi
- Chapters: My Growth as a Writer (Little, Brown, 1982)
- A Visit with Lois Duncan (2008), DVD video

### Bilderböcker
Duncan identifierar själv dessa verk som "bilderböcker".
- The Littlest One in the Family (1959), illustrerad av Suzanne K. Larsen
- Silly Mother (1962), ill. Larsen
- Giving Away Suzanne (1962), ill. Leonard Weisgard
- The Terrible Tales of Happy Days School (1983), ill.
- From Spring to Spring (1983)
- Horses of Dreamland (1985), ill. Donna Diamond
- Songs from Dreamland (1988), ill. Kay Chorao, med musik-CD, sång av Duncans dotter Robin Arquette Burkin
- The Birthday Moon (1989), ill. Susan Davis
- The Circus Comes Home (1993), fotografier av Duncans far Joseph Steinmetz
- The Magic of Spider Woman (1996), ill. Shonto Begay
- The Longest Hair in the World (1999), ill. Jon McIntosh
- I Walk at Night (2000), ill. Steve Johnson och Lou Fancher
- Song of the Circus (2002), ill. Meg Cundiff

### Övriga
- Love Song for Joyce (Funk & Wagnalls, 1958), under pseudonymen Lois Kerry[10]
- Debutante Hill (Dodd, Mead, 1958)
- A Promise for Joyce (Funk & Wagnalls, 1959), under pseudonymen Lois Kerry[11]
- The Middle Sister (1960)
- Game of Danger (1962)
- Season of the Two-Heart (1965)
- Point of Violence (1966)
- Ransom (1966)
- They Never Came Home (1968)
- Major Andre, Brave Enemy (1968), ill. Tran Mawicke
- Peggy (1970): historisk roman
- Hundhuset[12] (originaltitel Hotel for Dogs (1971)), ill. Leonard Shortall
- A Gift of Magic (1971), ill. Arvis Stewart
- I Know What You Did Last Summer (1973)
- When the Bough Breaks (1974)
- Down a Dark Hall (1974)
- Summer of Fear (1976)
- Killing Mr. Griffin (1978)
- How to Write and Sell Your Personal Experiences (1979): fackbok
- Daughters of Eve (1979)
- Stranger with My Face (1981)
- The Third Eye (1984)
- Locked in Time (1985)
- The Twisted Window (1987)
- Wonder Kid Meets the Evil Lunch Snatcher (1988), ill. Margaret Sanfilippo: kapitelbok för barn
- Don't Look Behind You (1989)
- Vem mördade min dotter?[13] (originaltitel Who Killed My Daughter? (1992)): fackbok
- Psychic Connections, Duncan and William Roll (1995) fackbok[14]
- Kristallkulan (originaltitel Gallows Hill (1997))
- Seasons of the Heart (2007): poesi
- News for Dogs (2009): fiktion; uppföljare till Hotel for Dogs
- Movie for Dogs (2010): fiktion; uppföljare till News for Dogs
- One to the Wolves (2013): uppföljare till Who Killed My Daughter

## Filmografi
- Hotel for Dogs: statist